# Slab Fork (West Virginia)
Slab Fork er et kommunefrit område i Raleigh County, West Virginia, USA. Byen har 202(2000) indbyggere. Slab Fork er beliggende ved floden Slab Fork og hovedvejen West Virginia Route 54.
Slab Fork er fødested for den Grammy-vindende sanger, sangskriver, Bill Withers, der skrev og indspillede populære sange som Ain't No Sunshine, Lean on Me, Just the Two of Us, Use Me og Lovely Day.
Doris Payne, en nulevende juveltyv, blev født i Slab Fork i 1930. Hun begyndte sin karriere som teenager, efter at hendes familie flyttede til Cleveland, Ohio.
Samfundets andel af gifte husholdninger er lavere end det nationale gennemsnit, 
men andelen af familier (husstande med børn) er højere end det nationale gennemsnit. Middelindkomsten i Slab Fork er ca 33.500 $, som er 20% lavere end det nationale gennemsnit. En folketælling i USA i 2000 viste, at ingen af beboerne havde taget en college-grad. Ifølge 2000-tællingen var 199 af de 202 indbyggere hvide, to var af blandet race, og den ene var født i Alaska eller hørte til USAs oprindelige befolkning.